# Ogotoruk Creek
Der Ogotoruk Creek ist ein 21 km langer Zufluss der Tschuktschensee im Nordwesten des US-Bundesstaats Alaska. Es gab 1958 und in den Folgejahren Pläne, im Mündungsgebiet des Flusses mehrere Atombomben zu zünden (siehe Operation Chariot (1958)).

## Flusslauf
Der Ogotoruk Creek entspringt an der Nordwestflanke der Sigrikpak Ridge, ein Höhenkamm, auf einer Höhe von etwa 240 m. Er fließt anfangs 11 km nach Westen. Anschließend wendet sich der Fluss in Richtung Südsüdwest. Er durchfließt im Unterlauf die Tundralandschaft der Küstenregion der Tschuktschensee im Süden der Lisburne-Halbinsel. Das untere Flusstal ist als „Ogotoruk Valley“ bekannt. Es wird im Westen von einem weiteren Höhenkamm, der Saligvik Ridge, flankiert. Der Ogotoruk Creek mündet schließlich 11 km ostsüdöstlich von Kap Thompson ins Meer.

## Einzugsgebiet
Der Ogotoruk Creek entwässert ein Areal von etwa 102 km². Das Einzugsgebiet liegt im Süden der Lisburne-Halbinsel. Über den östlichen Teil des Einzugsgebietes erstreckt sich das Bergland der Sigrikpak Ridge. Im Westen und im Norden grenzt das Einzugsgebiet des Ogotoruk Creek an das des Kukpuk River, im Osten und im Süden an die Einzugsgebiete kleinerer Zuflüsse der Tschuktschensee. 

## Namensgebung
Der Eskimo-Name des Flusses wurde 1950 vom U.S. Coast and Geodetic Survey (USC&GS) gemeldet. Die Bedeutung des Flussnamens ist „Sack“ oder „Beutel zum Transportieren von Flüssigkeiten“.

## Ökologie
Der Oberlauf des Ogotoruk Creek sowie das östliche Einzugsgebiet liegen innerhalb der Alaska Maritime National Wildlife Refuge. Die im nördlichen Nordamerika vorkommende Pflanzenart Packera ogotorukensis aus der Familie der Korbblütler wurde nach dem Fluss benannt.
An der Mündung befindet sich am rechten Flussufer die ehemalige Forschungsstätte Chariot, benannt nach dem Chariot-Projekt. 1962 wurde an diese Stelle radioaktives Material von Atombombentests verbracht und unterirdisch gelagert. 30 Jahre später wurden an dieser Stelle erhöhte radioaktive Werte gemessen. Auf Druck der indigenen Bevölkerung der Region wurde 1993 der verseuchte Boden von der US-Regierung abgetragen.